# Peromyscus polius
Peromyscus polius és una espècie de mamífer rosegador de la família dels cricètids. És endèmic del centre-oest de Chihuahua (Mèxic). Els seus hàbitats naturals són els boscos de coníferes i determinats matollars xeròfils. Està amenaçat per la desforestació i la mineria a cel obert practicada a la seva distribució. El seu nom específic, polius, significa ‘gris’ en llatí.